# ويليام ميخائيلس
ويليام ميخائيلس (بالألمانية: William Michaelis)‏ هو عسكري ألماني، ولد في 19 يوليو 1871 في Biskupiec ‏ في بولندا، وتوفي في 5 يناير 1948 في بوتبوس في ألمانيا.